# Robert Bolt
Robert Oxton Bolt (Sale, Greater Manchester, Cheshire, 15 augustus 1924 – Petersfield, Hampshire, 21 februari 1995) was een Engelse toneelschrijver en scenarist, die tweemaal een Oscar won voor zijn scenario's.

## Loopbaan
Het was tijdens zijn middelbare studies dat hij belangstelling kreeg voor Sir Thomas More. Hij deed hogere studies aan de Universiteit van Manchester en na militaire dienst in oorlogstijd, aan de Universiteit van Exeter. Hij werd vervolgens leraar Engels en geschiedenis aan Millfield School.
Toen hij 33 was werd hij voltijds schrijver, nadat in 1958 zijn toneelstuk The Flowering Cherry in Londen werd opgevoerd, met Celia Johnson en Ralph Richardson in de hoofdrollen. Bolt werd bekend door zijn dramatisch werk waarin hij de protagonisten in conflict deed komen met de heersende samenleving.
Hij kreeg vooral erkenning voor zijn toneelstuk A Man for All Seasons over de strijd tussen Thomas More en Hendrik VIII naar aanleiding van diens echtscheiding met Catharina van Aragon. Het drama won awards, zowel  voor het toneelstuk als voor de verfilmingen.
Robert Bolt ontwikkelde verder het thema van het conflict tussen een individu en de samenleving in zijn film Lawrence of Arabia (1962). Hij slaagde erin, wat anderen voor hem niet was gelukt, om van de Seven Pillars of Wisdom een overtuigend theatraal verhaal te maken. Hij gooide hiervoor het boek overhoop om er de zoektocht van te maken van de auteur naar zijn identiteit. De Lawrence, gezien door Bolt, was een onaangepast persoon, zowel in Engeland als onder de Arabieren.
Het was de tijd toen Bolt zelf in aanraking kwam met het gerecht en met de gevangenis, omwille van zijn protesten tegen de nucleaire proliferatie. Hij weigerde een verklaring te ondertekenen dat hij zich voortaan van protesten zou onthouden en werd tot een maand gevangenis veroordeeld. De producer van de Lawrence film, Sam Spiegel, kon hem na twee weken gevangenis overtuigen om toch nog de belofte te ondertekenen. Bolt had daar later spijt over en verbrak de relaties met Spiegel. Bolt werkte vervolgens op de roman van Boris Pasternak, Doctor Zhivago en maakte er een typisch Boltscenario van - humaan, met korte dialogen en treffend.
In 1970 schreef hij het scenario voor Ryan's Daughter, een verhaal dat zich afspeelt in 1916, van de liefde tussen een Ierse vrouw en een Britse officier tijdens de Eerste Wereldoorlog, ondanks de oppositie van haar nationalistische omgeving. Het script was een hedendaagse herwerking van de Madame Bovary van Gustave Flaubert.
Nadat een beroerte hem had getroffen en hem gehandicapt maakte, schreef hij The Bounty. De hoofdfiguur, Fletcher Christian, is iemand die op gespannen voet leeft met de samenleving en tevens voeling verliest met zijn eigen identiteit. Zijn volgende realisatie was The Mission, waar hij de hem vertrouwde thema's behandelde in het kader van de 18e-eeuwse missies van de jezuïeten in Zuid-Amerika, op basis van het toneelstuk Het heilig experiment van Fritz Hochwälder.
Robert Bolt schreef ook nog een laatste script onder de naam Political Animal, dat later een televisiefilm werd onder de naam Without Warning: The James Brady Story (1991), met als thema de moordpoging op Ronald Reagan en de strijd van zijn woordvoerder James Brady, om te herstellen van de bijna dodelijke kogel die hem trof.

## Privéleven
Bolt was viermaal getrouwd, waaronder tweemaal met de Britse actrice Sarah Miles. Zijn eerste vrouw was Celia Ann "Jo" Roberts. Ze hadden drie kinderen (Sally, Ben en Joanna) en scheidden in 1963. Hij was met Miles getrouwd van 1967 tot 1976 en ze hadden een zoon Thomas. In het begin van de jaren 80 was hij korte tijd getrouwd met Ann Queensberry, waarna hij opnieuw trouwde met Sarah Miles in 1988.
Bolt had een hartaanval en een beroerte in 1979, met gedeeltelijke verlamming tot gevolg. Na een langdurige ziekte overleed hij.